# Tracyława (przystanek kolejowy)
Tracyława (biał. Трацылава; ros. Троцилово, ros. nazwa normatywna Трацылово) – przystanek kolejowy w miejscowości Tracyława, w rejonie tołoczyńskim, w obwodzie witebskim, na Białorusi. Leży na linii Moskwa - Mińsk - Brześć.